# Elliott W. Sproul

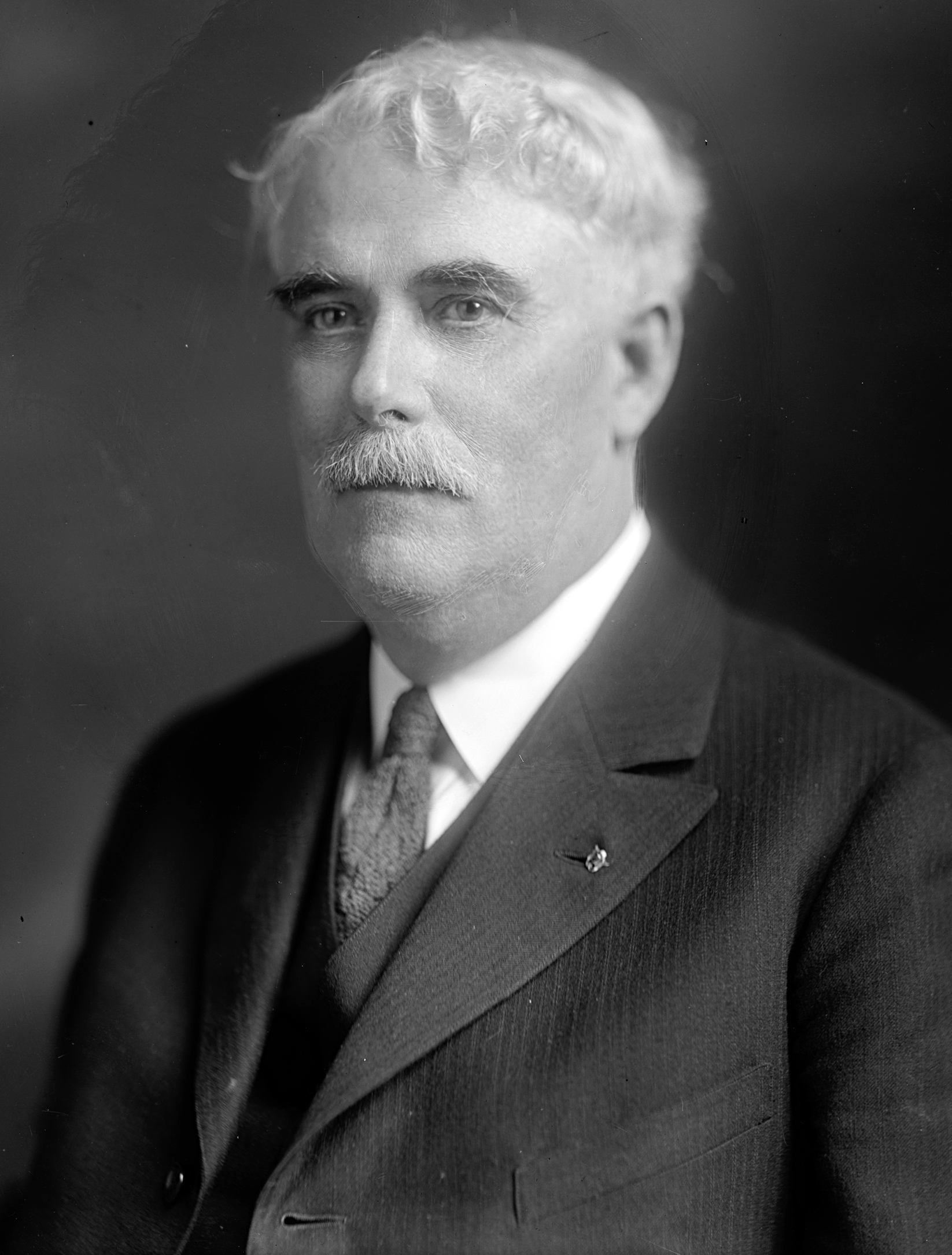
Elliott W. Sproul

Elliott Wilford Sproul (* 28. Dezember 1856 im Kings County, New Brunswick, Kanada; † 22. Juni 1935 in Chicago, Illinois) war ein US-amerikanischer Politiker. Zwischen 1921 und 1931 vertrat er den Bundesstaat Illinois im US-Repräsentantenhaus.

## Werdegang
Elliott Sproul besuchte die öffentlichen Schulen seiner kanadischen Heimat. 1879 kam er zunächst nach Boston in Massachusetts und dann im Jahr 1880 nach Chicago, wo er in der Baubranche arbeitete. Im Jahr 1886 erhielt er die amerikanische Staatsbürgerschaft. Gleichzeitig schlug er als Mitglied der Republikanischen Partei eine politische Laufbahn ein. Zwischen 1896 und 1899 gehörte er dem Stadtrat von Chicago an. Im Juni 1920 war er Delegierter zur Republican National Convention in Chicago, auf der Warren G. Harding als Präsidentschaftskandidat nominiert wurde. Zwischen 1919 und 1921 war er Vorstandsmitglied der Chicago Public Library.
Bei den Kongresswahlen des Jahres 1920 wurde Sproul im dritten Wahlbezirk von Illinois in das US-Repräsentantenhaus in Washington, D.C. gewählt, wo er am 4. März 1921 die Nachfolge von William W. Wilson antrat. Nach vier Wiederwahlen konnte er bis zum 3. März 1931 fünf Legislaturperioden im Kongress absolvieren. Im Jahr 1930 wurde er nicht wiedergewählt. Elliott Sproul starb am 22. Juni 1935 in Chicago, wo er auch beigesetzt wurde.